# Beissat
Beissat é uma comuna francesa na região administrativa da Nova Aquitânia, no departamento de Creuse. Estende-se por uma área de 14,49 km². Em 2010 a comuna tinha 25 habitantes (densidade: 1,7 hab./km²).